# Kryssvalv

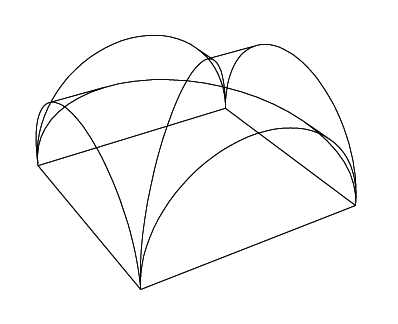
Principen för ett kryssvalv.

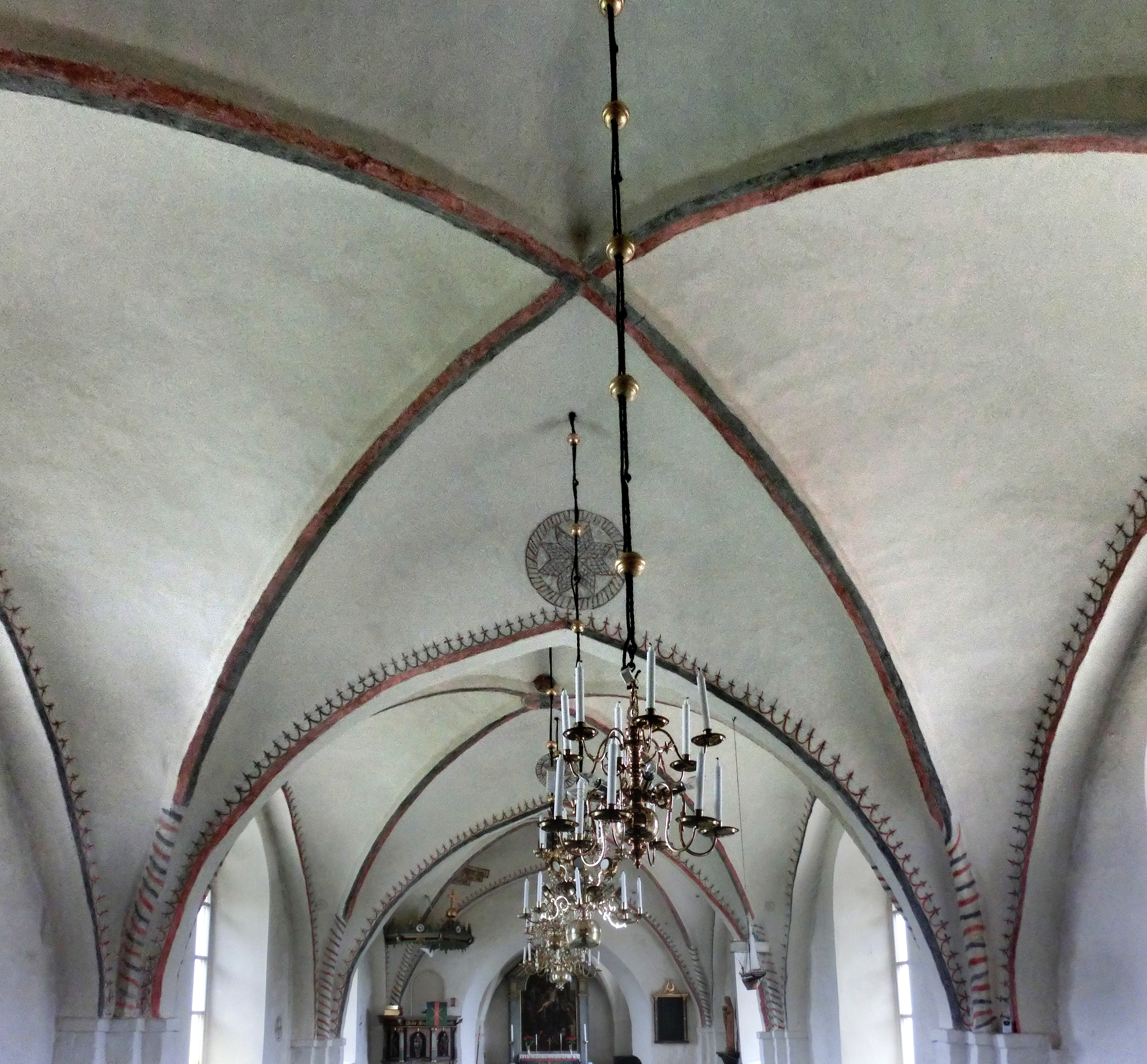
Kryssvalv i Söndrums kyrka i södra Halland.

Ett kryssvalv eller korsvalv är ett valv format som i sin enklaste form består av två korsade tunnvalv. Kryssbågarna bildar då halva ellipser och valvets skärningslinjer med sköldmurarna bildar halvcirklar.
Med kryssvalv kan även mångkantiga rum täckas över och sköldbågar och kryssbågar kan ha vilken bågform som helst.